# Кинески цокор
Кинески цокор (лат. Eospalax fontanierii) је глодар из породице слепих кучића (лат. Spalacidae). 

## Распрострањење
Кина је једино познато природно станиште врсте.

## Станиште
Кинески цокор има станиште на копну.

## Угроженост
Ова врста није угрожена, и наведена је као последња брига јер има широко распрострањење.

### Популациони тренд
Популациони тренд је за ову врсту непознат.